# Kanton Saverdun
Kanton Saverdun (francouzsky Canton de Saverdun) je francouzský kanton v departementu Ariège v regionu Midi-Pyrénées. Tvoří ho 14 obcí.

## Obce kantonu
- La Bastide-de-Lordat
- Brie
- Canté
- Esplas
- Gaudiès
- Justiniac
- Labatut
- Lissac
- Mazères
- Montaut
- Saint-Quirc
- Saverdun
- Trémoulet
- Le Vernet